# Pritt

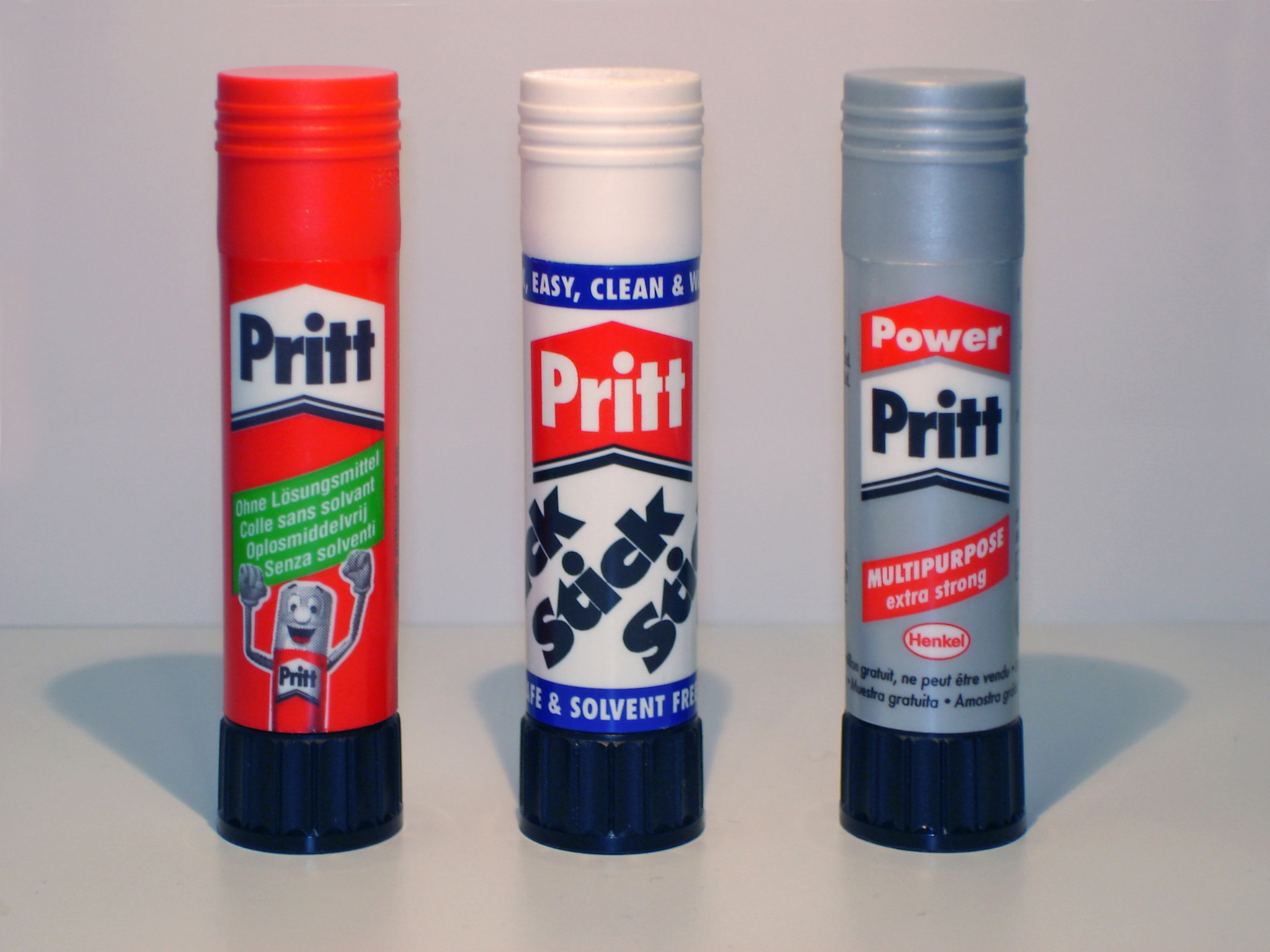
Design do bastão Pritt entre 1969-2009

Pritt é uma marca registrada de adesivos, fitas , kidsart , corretores, entre outros produtos, concebidos e comercializados pela Henkel , uma empresa internacional com sede em Düsseldorf, Alemanha. Seu produto mais famoso, no entanto, foi a primeira "cola bastão", também chamada informalmente de Pritt Stick, que é uma cola sólido em um invólucro de plástico.

## História
Em 1967, o pesquisador Dr. Wolfgang Dierichs e sua equipe, da Henkel, desenvolveram um bastão de cola que se assemelhava a um batom em um invólucro de plástico. A própria ideia de sua criação surgiu a partir daí. O bastão Pritt foi inicialmente vendido em 1969, e em 1971 já estava disponível em 38 países. Em 2001, o bastão Pritt foi testado com sucesso a bordo da Estação Espacial Internacional e foi premiado com o Space Proof Quality.
Em 2003, o PowerPritt, um bastão corretivo, foi lançado, seguido em 2004 pelo gel PowerPritt e a PowerPritt stick.